# Le Grez
Le Grez település Franciaországban, Sarthe megyében. Lakosainak száma 384 fő (2022. január 1.). Le Grez Sillé-le-Guillaume, Rouessé-Vassé és Vimartin-sur-Orthe községekkel határos.

## Népesség
A település népességének változása:
| Lakosok száma | 391  | 393  | 404  | 397  | 396  | 395  | 391  | 388  | 384  |
|               | 2013 | 2015 | 2016 | 2017 | 2018 | 2019 | 2020 | 2021 | 2022 |